# Plebiscyt Przeglądu Sportowego 2021
87. Plebiscyt na 10 Najlepszych Sportowców Polski 2021 roku zorganizowany został przez Przegląd Sportowy oraz Telewizję Polsat. 

## Wyniki głosowania
| Miejsce | Imię i nazwisko | Dyscyplina sportu | Liczba punktów |
| ------- | --- | ----------------- | -------------- |
| 1.      | Robert Lewandowski | Piłka nożna       | 52 265         |
| 2.      | Anita Włodarczyk | Lekkoatletyka     | 35 082         |
| 3.      | Bartosz Zmarzlik | Sport żużlowy     | 32 491         |
| 4.      | Dawid Tomala | Lekkoatletyka     | 30 751         |
| 5.      | Wojciech Nowicki | Lekkoatletyka     | 24 742         |
| 6.      | Maria Andrejczyk | Lekkoatletyka     | 22 759         |
| 7.      | Karol Zalewski, Natalia Kaczmarek, Justyna Święty-Ersetic, Kajetan Duszyński, Dariusz Kowaluk, Iga Baumgart-Witan, Małgorzata Hołub-Kowalik | Lekkoatletyka     | 22 293         |
| 8.      | Agnieszka Kobus-Zawojska, Maria Sajdak, Marta Wieliczko, Katarzyna Zillmann                                                                 | Wioślarstwo       | 17 274         |
| 9.      | Karolina Naja, Anna Puławska | Kajakarstwo       | 16 280         |
| 10.     | Tadeusz Michalik | Zapasy            | 16 156         |
| 11.     | Patryk Dobek | Lekkoatletyka     | 14 338         |
| 12.     | Paweł Fajdek | Lekkoatletyka     | 11 770         |
| 13.     | Natalia Kaczmarek, Iga Baumgart-Witan, Małgorzata Hołub-Kowalik, Justyna Święty-Ersetic, Anna Kiełbasińska                                  | Lekkoatletyka     | 11 670         |
| 14.     | Malwina Kopron | Lekkoatletyka     | 11 303         |
| 15.     | Agnieszka Skrzypulec i Jolanta Ogar-Hill | Żeglarstwo        | 11 088         |
| 16.     | Iga Świątek | Tenis             | 9 932          |
| 17.     | Hubert Hurkacz | Tenis             | 8 580          |
| 18.     | Kamil Stoch | Skoki narciarskie | 8 054          |
| 19.     | Piotr Żyła | Skoki narciarskie | 7 097          |
| 20.     | Karolina Naja, Anna Puławska, Justyna Iskrzycka, Helena Wiśniewska                                                                          | Kajakarstwo       | 5 523          |

## Nominowani
Nominowanych zostało 20 sportowców:
1. Maria Andrejczyk
2. Patryk Dobek
3. Paweł Fajdek
4. Hubert Hurkacz
5. Natalia Kaczmarek, Iga Baumgart-Witan, Małgorzata Hołub-Kowalik, Justyna Święty-Ersetic, Anna Kiełbasińska
6. Agnieszka Kobus-Zawojska, Marta Wieliczko, Maria Sajdak, Katarzyna Zillmann
7. Malwina Kopron
8. Robert Lewandowski
9. Tadeusz Michalik
10. Karolina Naja, Anna Puławska
11. Karolina Naja, Anna Puławska, Justyna Iskrzycka, Helena Wiśniewska
12. Wojciech Nowicki
13. Agnieszka Skrzypulec, Jolanta Ogar-Hill
14. Kamil Stoch
15. Iga Świątek
16. Dawid Tomala
17. Anita Włodarczyk
18. Karol Zalewski, Natalia Kaczmarek, Justyna Święty-Ersetic, Kajetan Duszyński, Dariusz Kowaluk, Iga Baumgart-Witan, Małgorzata Hołub-Kowalik
19. Bartosz Zmarzlik
20. Piotr Żyła

## Zwycięzcy kategorii dodatkowych
- Superczempion: Piotr Małachowski[3]
- Trener roku: Aleksander Matusiński[4]
- Sport bez barier: Róża Kozakowska
- Sport i biznes: Robert Kubica, Daniel Obajtek
- Drużyna roku: ZAKSA Kędzierzyn-Koźle
- Impreza roku: Drużynowe Mistrzostwa Europy w Lekkoatletyce 2021 – w Chorzowie-Silesia (Superliga)
- Od zawsze ze sportem: Totalizator Sportowy